# Por arriba, por abajo
"Por Arriba, Por Abajo" (рус. От самого верха до самого низа) — это пятый сингл с альбома Рики Мартина «Vuelve». Он был выпущен 3 ноября 1998 г.. Ремиксы для европейского сингла сингла сделал Пабло Флорес.

## Клип
Клип был снят Педро Азнаром в декабре 1998 г. в Барселоне.

## Появление в чарте
Песня достигла тридцать-третьей строки в Hot Latin Songs в США и тридцатой в Испании.

## Форматы и трек-листы
Brazilian promotional CD maxi-single
1. "Por Arriba, Por Abajo (G-VÔ Radio Mix) – 3:46
2. "Por Arriba, Por Abajo (G-VÔ Edit Mix) – 4:33
3. "Por Arriba, Por Abajo (G-VÔ Mix) – 6:52
4. "Por Arriba, Por Abajo (Album Version) – 3:07

European CD maxi-single
1. "Por Arriba, Por Abajo (Batu Club Remix) – 9:27
2. "Por Arriba, Por Abajo (Remix Radio Edit) – 4:17
3. "Por Arriba, Por Abajo (Batu Cappella Mix) – 6:54

## Чарты
| Чарт (1998–1999)                  | Наивысшая позиция |
| --------------------------------- | ----------------- |
| Испания (PROMUSICAE)              | 13                |
| США (Billboard Latin Pop Airplay) | 11                |
| США (Billboard Hot Latin Songs)   | 33                |
| США (Billboard Tropical Airplay)  | 15                |